# Bundesstraße 243
Die Bundesstraße 243 (Abkürzung: B 243) führt von Hildesheim über Seesen (Anschluss an die Bundesautobahn 7) zur Bundesautobahn 38 bei Großwechsungen.
Die mittlerweile geläufige alternative Bezeichnung für den größtenteils autobahnähnlichen Abschnitt Seesen–Osterode–AS Großwechsungen Nord ist Westharzschnellstraße (in Anspielung auf die Nordharzschnellstraße).

## Verlauf

### Gebietskörperschaften
- Niedersachsen
  - Landkreis Hildesheim
    - Hildesheim
    - Diekholzen: Egenstedt
    - Bad Salzdetfurth: Groß Düngen, Wesseln
    - Bockenem: Nette, Bönnien, Bockenem, Bornum

  - Landkreis Goslar
    - Seesen: Rhüden, Bornhausen, Seesen, Engelade, Münchehof

  - Landkreis Göttingen
    - Bad Grund (Harz)
    - Osterode am Harz
    - Herzberg am Harz: Scharzfeld
    - Bad Lauterberg im Harz
    - Bad Sachsa: Nüxei
- Thüringen
  - Landkreis Nordhausen
    - Hohenstein: Mackenrode, Holbach
    - Werther: Günzerode, Kleinwechsungen, Großwechsungen
    - Nordhausen: Das Autobahndreieck Großwechsungen befindet sich auf Gebiet der Stadt Nordhausen.

### Gemeinsame Streckenführung

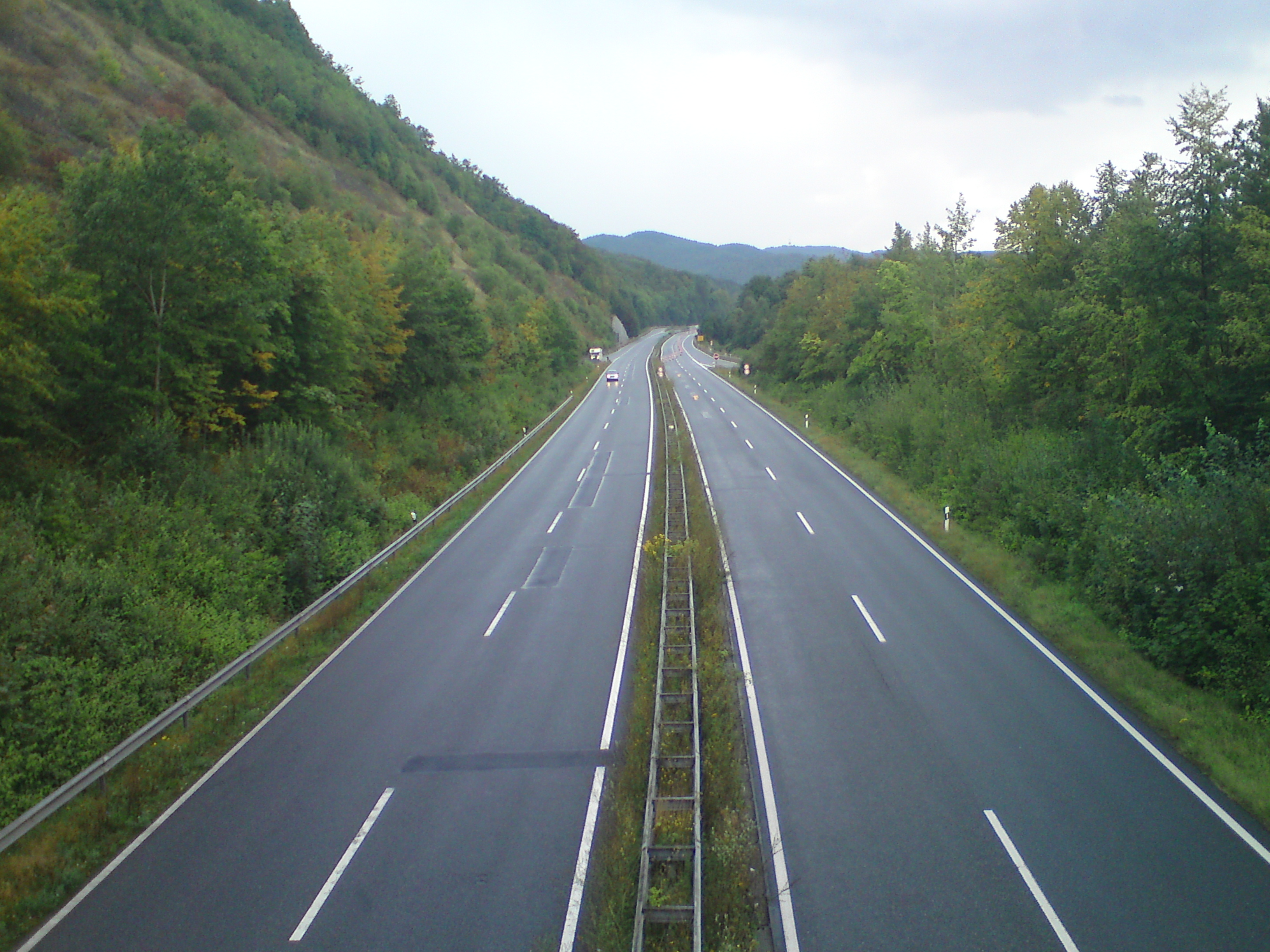
Gemeinsamer Verlauf mit der B 27 zw. AS Barbis und AS Bad Lauterberg-West

- Von Seesen bis zur AS Ildehausen bzw. AS Kirchberg gemeinsam mit der B 248
- Zwischen den AS Münchehof und AS Münchehof-Süd gemeinsam mit der B 242
- In Osterode zwischen AS Osterode-Mitte und AS Osterode-Süd gemeinsam mit der B 241
- Zwischen Herzberg und AS Bad Lauterberg-West gemeinsamer Verlauf mit der B 27

### Ausbauzustand
Der Ausbauzustand der B 243 gliedert sich wie folgt:
| Abschnitt                                                              | Streifen | Trennstreifen | Kreuzungsfreiheit | Bemerkung       |
| ---------------------------------------------------------------------- | -------- | ------------- | ----------------- | --------------- |
| Hildesheim (Schützenallee) – K 301 Hildesheim (Kurt-Schumacher-Straße) | 4        | teilweise     | nein              | städtisch       |
| K 301 Hildesheim (Kurt-Schumacher-Straße) – L 485                      | 4        | ja            | ja                | autobahnähnlich |
| L 485 – Seesen-West                                                    | 2        | nein          | nein              | ländlich        |
| Seesen-West – (Schlackenmühle)                                         | 4        | ja            | nein              |                 |
| (Schlackenmühle) – K 27 Herzberg (Lonauer Straße)                      | 4        | ja            | ja                | autobahnähnlich |
| K 27 Herzberg (Lonauer Straße) – L 521 Herzberg (Juesholzstraße)       | 4        | teilweise     | nein              | städtisch       |
| L 521 Herzberg (Juesholzstraße) – L 604 AS Steina                      | 4        | ja            | ja                | autobahnähnlich |
| L 604 AS Steina – südlich Nüxei                                        | 3        | teilweise     | ja                | autobahnähnlich |
| südlich Nüxei – PWC-Anlage bei Tettenborn                              | 2        | nein          | ja                | autobahnähnlich |
| PWC-Anlage bei Tettenborn - AS Mackenrode                              | 3        | nein          | ja                | autobahnähnlich |
| AS Mackenrode – K 4 AS Großwechsungen-Nord                             | 2        | nein          | nein              | ländlich        |
| AS Großwechsungen-Nord – AD Großwechsungen                             | 4        | ja            | ja                | autobahnähnlich |

### ÜberquerteGewässer

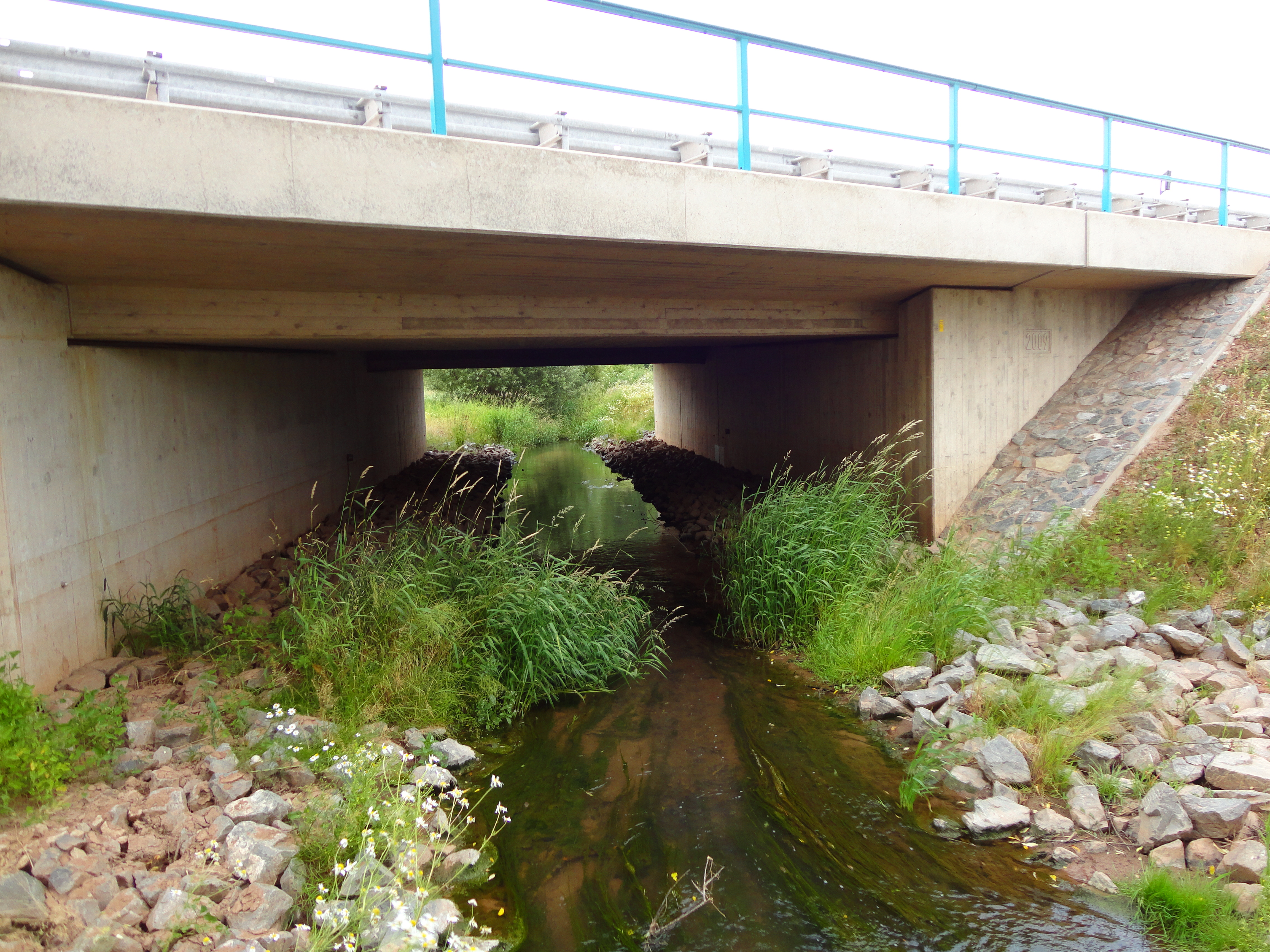
Die B 243 überquert den Röstegraben

- Beuster, bei Hildesheim-Marienburg
- Lamme, bei Wesseln
- Nette, bei Bockenem und Engelade
- Schildau, in Bornhausen
- Markau, bei Kirchberg
- Söse, in Osterode
- Apenke, in Osterode
- Sieber, in Herzberg
- Oder, östlich von Barbis – Ortsteil von Bad Lauterberg
- Steina, südlich von Nüxei – Ortsteil von Bad Sachsa
- Mühlgraben, bei Holbach
- Steinbach, westlich von Günzerode
- Hochstedter Bach, östlich von Günzerode
- Helme, bei der Flarichsmühle (B 243n)
- Röstegraben, östlich von Großwechsungen (B 243n)

## Geschichte

### Ursprung
Die befestigte Kunststraße (Chaussee) zwischen Seesen und Osterode wurde 1785 bis 1795 als Verlängerung der Frankfurter Straße erbaut und als Thüringer Straße bezeichnet.
Die Reichsstraße 243 zwischen Hildesheim und Nordhausen wurde um 1937 eingerichtet. Sie wurde durch die deutsche Teilung unterbrochen und ist erst seit dem 18. November 1989 wieder durchgehend befahrbar, als ein Grenzübergang zwischen Nüxei und Mackenrode eingerichtet wurde.

In der DDR hatte die Teilstrecke zwischen Mackenrode und Nordhausen die Bezeichnung Fernverkehrsstraße 243.

### Ersetzungen

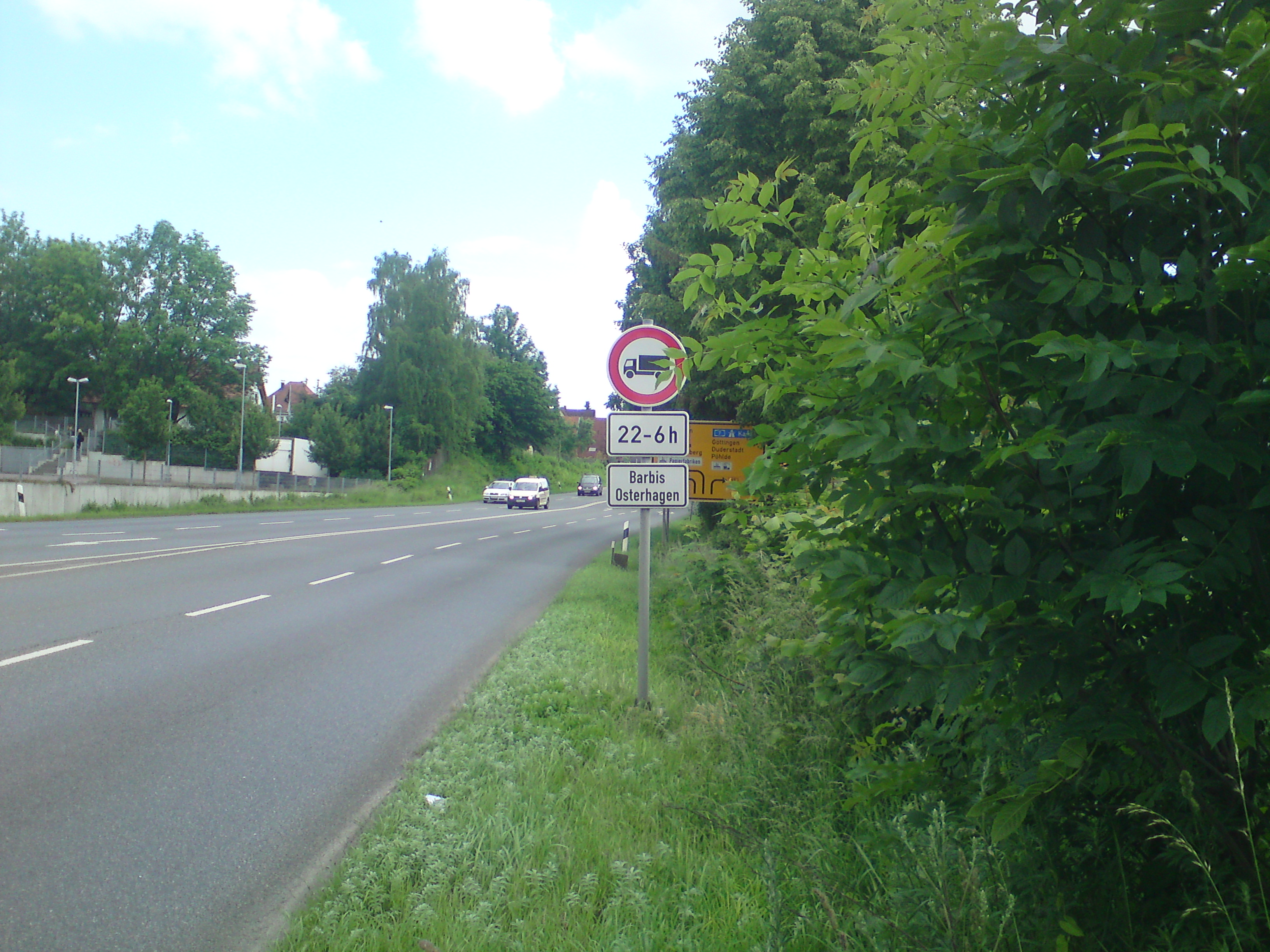
Die ausgebaute B 243 in Herzberg, Fahrtrichtung Nordhausen

Die Teilstrecke zwischen Seesen und Barbis wurde 1979 aufgrund der Verteilerfunktion im Südharzraum autobahnähnlich ausgebaut. Nach dem Mauerfall und dem dadurch erhöhten Verkehrsaufkommen wurde die „gelbe Autobahn“ („Westharzschnellstraße“) 2014 bis Steina verlängert (siehe Ausbauplanungen).

Bei Großwechsungen wurde die Bundesstraße 2012 an die A 38 angeschlossen (siehe Ausbauplanungen). Die ehemalige Strecke führte weiter zur B 80 bei Nordhausen.
Die ursprünglichen Strecken wurde herabgestuft zu folgenden Straßen:
- Gemeindestraße, B 242 und K 65 (Landkreis Goslar)
- K 421, K 427, Gemeindestraße, tw. K 9, Gemeindestraße und tw. K 32 (Landkreis Göttingen)
- K 28, Gemeindestraße (Landkreis Nordhausen)

Außerdem liegt zwischen Hildesheim und Seesen – speziell im Abschnitt Bockenem–Seesen – die A 7 parallel. Trotz der geringen Verkehrsbedeutung wurde dieser Streckenabschnitt (noch) nicht heruntergestuft.

## LKW-Maut

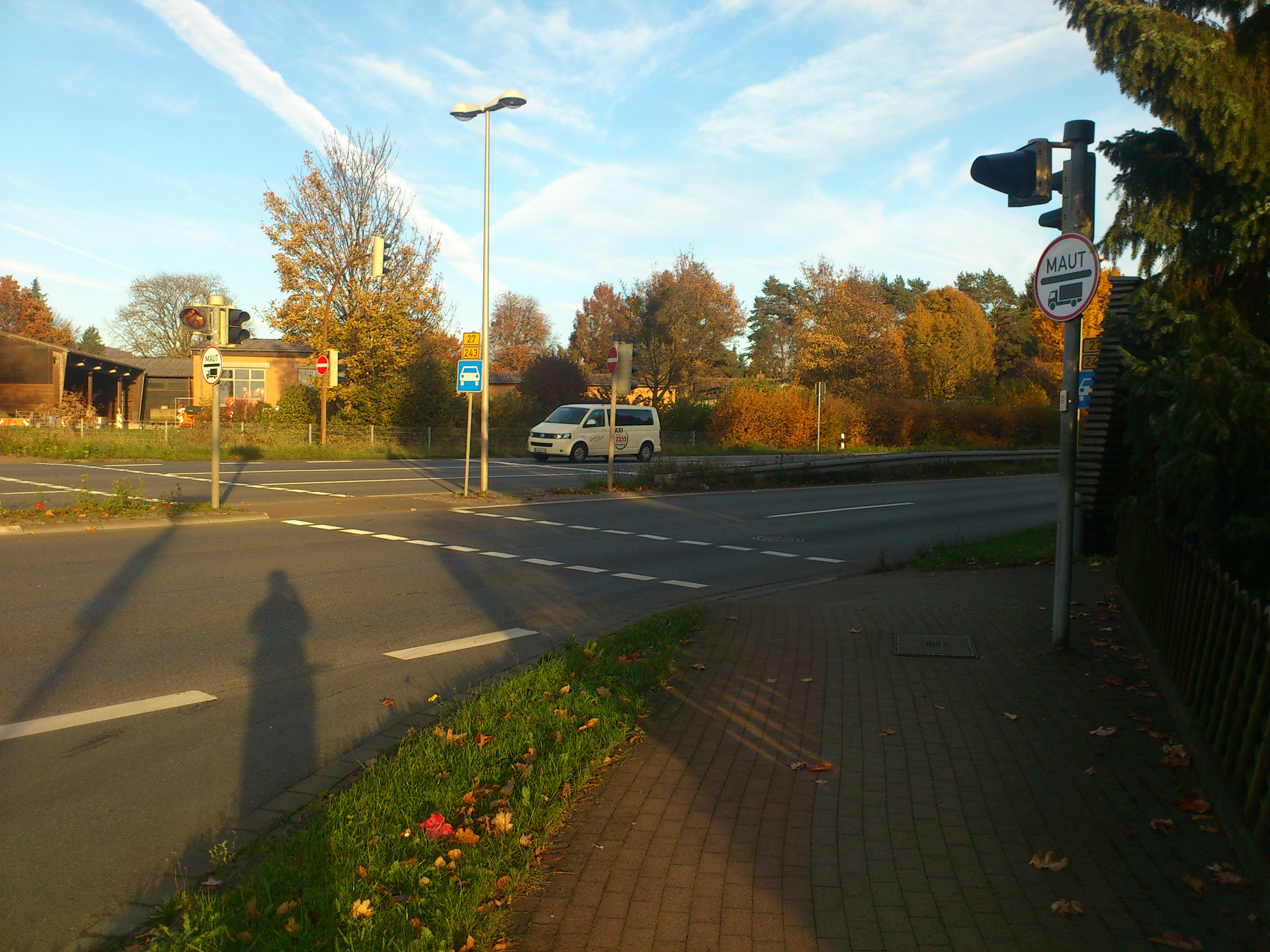
Die Bundesstraßen 27 und 243 am Ortsausgang Herzberg in Fahrtrichtung Braunlage bzw. Großwechsungen. Frisch installiert das LKW-Maut-Zeichen am Beginn der autobahnähnlichen Straße.

Seit 2015 wird auf den als Kraftfahrstraße ausgewiesenen Teilabschnitten Schlackenmühle (B 64)–Ortseingang Herzberg, Ortsausgang Herzberg–AS Barbis sowie AS Bad-Lauterberg-West–AS Steina eine LKW-Maut erhoben. Dieses Stück ist Teil der Abkürzung zwischen den Autobahnen 7 und 38 und stellt 60 Kilometer Abkürzung dar. Auf dem etwa 500 Meter langen Abschnitt zwischen den Anschlussstellen Barbis und der Odertalbrücke gibt es allerdings keine Maut.

## Ausbauplanungen
Die B 243 soll zwischen der Anschlussstelle Barbis mit der B 27 und der Anschlussstelle Großwechsungen der A 38 verlegt bzw. vierspurig ausgebaut werden. Dies geschieht, damit die Orte von den Ortsdurchfahrten entlastet werden.

### Verkehrseinheit II (Ortsumgehung Barbis und Osterhagen)

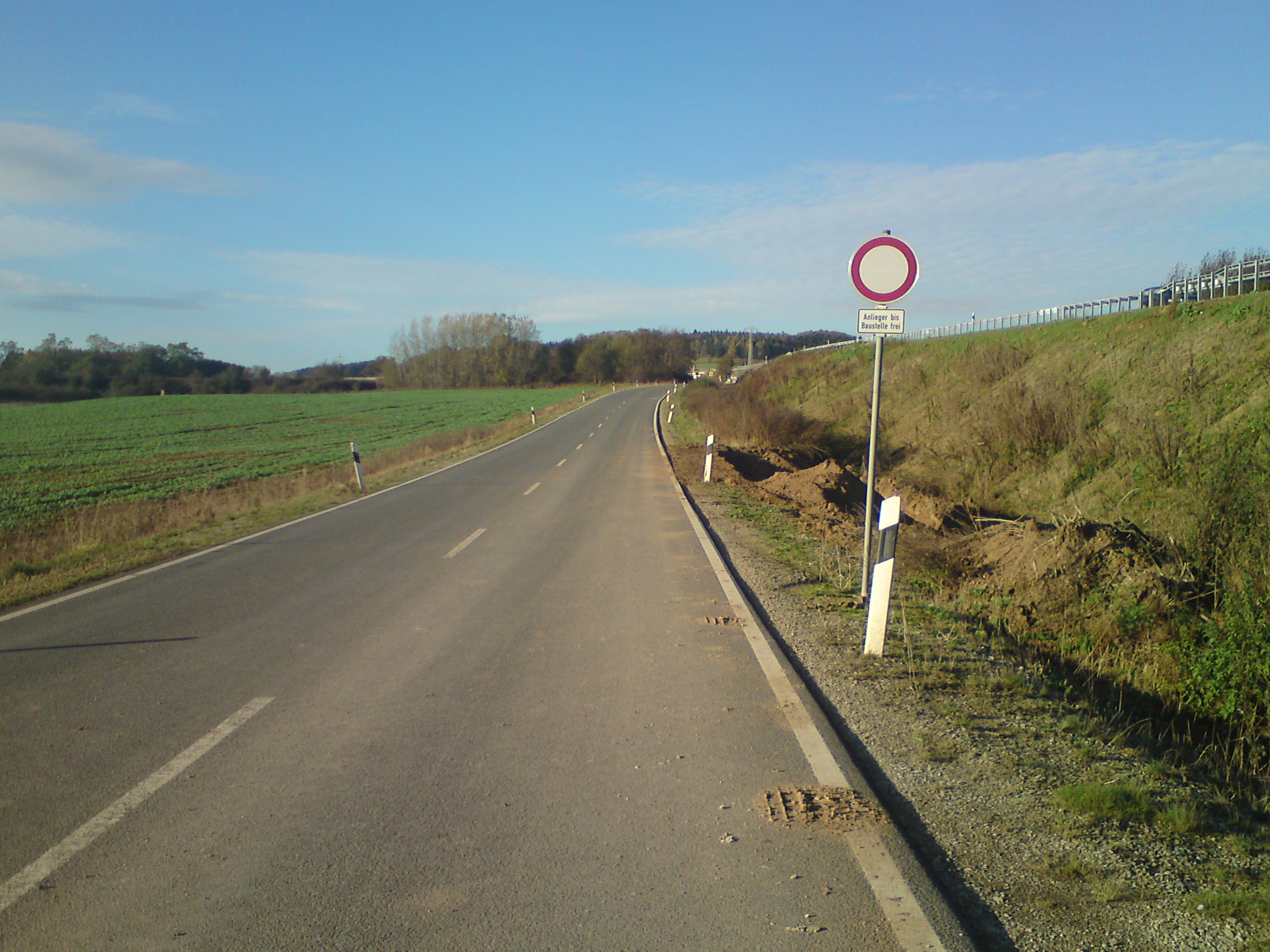
Die während der Bauzeit genutzte Umleitung kurz nach der Eröffnung

Die VKE II ist eine 8,6 km lange Ortsumgehung. Sie beginnt am Knotenpunkt mit der B 27 (AS Bad Lauterberg West) und endet kurz vor Nüxei. Wichtige Teile dieses Abschnittes sind unter anderem die Winkeltalbrücke (650 m) sowie die Odertalbrücke (528 m). 
Neben den oben genannten Talbrücken entstanden noch sechs Unterführungen sowie eine Überführung und eine Geh- und Radwegbrücke.
Zu den oben genannten Maßnahmen wurden noch insgesamt 2,2 km lange Anschlüsse gebaut.
Der Planfeststellungsbeschluss ist am 30. Dezember 2005 ergangen, am 30. Oktober 2008 war der Baubeginn. Die Fertigstellung war zunächst für Herbst 2012 geplant, verzögerte sich jedoch bis Anfang September 2014. Der Bau dieser Verkehrseinheit war mit 60,2 Millionen Euro veranschlagt, kostete jedoch zuletzt 98 Millionen Euro.
Die feierliche Verkehrsfreigabe durch Enak Ferlemann und Daniela Behrens fand am 5. September 2014 auf Höhe der Fußgängerbrücke („Lau2“) statt.

### Verkehrseinheit III (niedersächsischer Teil der Ortsumgehung Mackenrode)
Die VKE III beginnt am Baukilometer 19,350 (Ende VKE II) und endet südlich von Tettenborn an der Grenze zwischen Niedersachsen und Thüringen (Baukilometer 22,985). Sie hat eine Länge von 3,655 km. Die Einleitung des Planfeststellungsverfahren war am 12. September 2008. Der Planfeststellungsbeschluss erging am 20. November 2009. Sie wurde, außer in einem FFH-Gebiet (hier RQ 10,5), in dem RQ 15,5 (2+1 System) gebaut. Im Zuge dieser Verkehrseinheit müssten außerdem 1,239 km Anschlüsse, 5 Unterführungen (Gesamtlänge: 40,5 m), eine Überführung (Länge: 20,5 m) und eine PWC-Anlage erbaut werden. Ebenfalls wurde die L 603 auf einem kurzen Abschnitt verlegt, um eine Grünbrücke über die Straße und die Neubaustrecke zu errichten.
Am 19. Dezember 2019 erfolgte eine Teilfreigabe vom östlichen Anschluss an die bestehende B 243 bis zur L 603, wodurch die Ortslage Mackenrode umgangen wird. Am 3. August 2020 wurde die PWC-Anlage bei Tettenborn freigegeben. Die vollständige Freigabe der Neubaustrecke erfolgte am 4. Dezember 2020, mit Restarbeiten bis 11. Dezember 2020.

### Verkehrseinheit IV (thüringischer Teil der Ortsumgehung Mackenrode)
Die VKE IV beginnt an der Grenze von Niedersachsen und Thüringen und endet an der AS Mackenrode. Dieser kurze Abschnitt bildet zusammen mit der VKE III die Ortsumgehung Mackenrode. Die Einleitung des Planfeststellungsverfahrens war, genau wie bei VKE III, am 12. September 2008. Der Baubeginn erfolgte zusammen mit dem VKE III, die Freigabe dieses Teilabschnittes erfolgte am 19. Dezember 2019.

### Verkehrseinheit V (Anschluss an die A38)

#### Ortsumgehungen Günzerode und Holbach (2. Teilabschnitt)
Beginnend an der AS Mackenrode bis zur vorhandenen AS Großwechsungen-Nord wird eine 9,8 km lange dreispurige Trasse um die Ortslagen Günzerode und Holbach gebaut. Diese verläuft südlich der aktuellen Trasse. Es besteht seit 10. September 2018 Baurecht; die Bauarbeiten begannen nach Abschluss der Bauarbeiten an der Ortsumgehung Mackenrode. Der Baubeginn war am 21. Oktober 2020, die Freigabe der Ortsumgehung Holbach soll 2026 erfolgen, die Ortsumgehung Günzerode soll erst 2029 erfolgen.

#### Großwechsungen – A38 (1. Teilabschnitt)
Die VKE V beginnt an der (ehemaligen) Kreisstraße 4 nördlich von Großwechsungen. In dieser Verkehrseinheit liegen fünf Brücken (Gesamtlänge: 109,76 m)
Sie läuft östlich von Großwechsungen in Richtung A 38. Dort trifft sie in einem Dreieck (linksliegende Trompete) auf die A 38. Sie ist autobahnähnlich (Straßenquerschnitt RQ20) ausgeführt. Diese 3,5 km lange Verkehrseinheit kostete 19 Mio. Euro. Mit inbegriffen war außerdem eine etwa einen Kilometer lange Verbindungsstraße (RQ11) von der alten Bundesstraße über die Anschlussstelle zur K 4 nördlich von Großwechsungen. Diese ist der Zubringer zur neuen Schnellstraße und daher bis zum Bau der Ortsumfahrung Günzerode ebenfalls eine Bundesstraße. Sie ersetzt außerdem die alte Verbindung B 243–Großwechsungen (K 4 und L 2068 (heutige K 31)), die parallel verlief.
Der Planfeststellungsbeschluss erging am 18. Oktober 2005. Baubeginn war am 21. August 2009. Die Eröffnung dieses Teilstückes fand am 5. Dezember 2012 statt.

### Ortsumgehung Herzberg
Nach der Fertigstellung sämtlicher Bauabschnitte wird einzig die Stadt Herzberg weiterhin durch eine Ortsdurchfahrt der dann zwischen A 7 und A 38 kreuzungsfrei ausgebauten B 243 belastet sein. Für diese noch zu realisierende Ortsumgehung wurde noch keine Entscheidung über den Trassenverlauf getroffen.
Diese Planungsverzögerung ist nicht zuletzt auf Widerstände aus Herzberg selbst zurückzuführen. Die Stadt Herzberg hat im Zuge der Vorbereitung des nächsten Bundesverkehrswegeplanes um die Einstufung der Ortsumgehung als Vordringlichen Bedarf gebeten. Dies wird vom Landkreis Osterode unterstützt. Geplant ist ein 4-streifiger Verlauf ohne Standstreifen.

## Tourismus

### Ferienstraßen
- Zwischen Osterode und Herzberg verläuft die Deutsche Fachwerkstraße auf der ehemaligen B 243.
- Zwischen Osterode und Herzberg verläuft die Deutsche Ferienroute Alpen–Ostsee auf der ehemaligen B 243.
- Zwischen Herzberg und AS Bad Lauterberg-West verläuft die Harz-Heide-Straße auf der B 243.
- Bei Münchehof besteht Anschluss an die Deutsche Alleenstraße.

### Landschaftlich reizvolle Strecken
- Hildesheim – Wesseln – Nette[21]
- Bockenem – Seesen[22]
- Herzberg – Nüxei (Harzrand, insbesondere der Steinberg, das Odertal und das Winkeltal)
- Nüxei – Anschlussstelle Großwechsungen-Nord (Oberes Helmetal, Nordthüringer Hügelland)